# Selbstbedienungsterminal

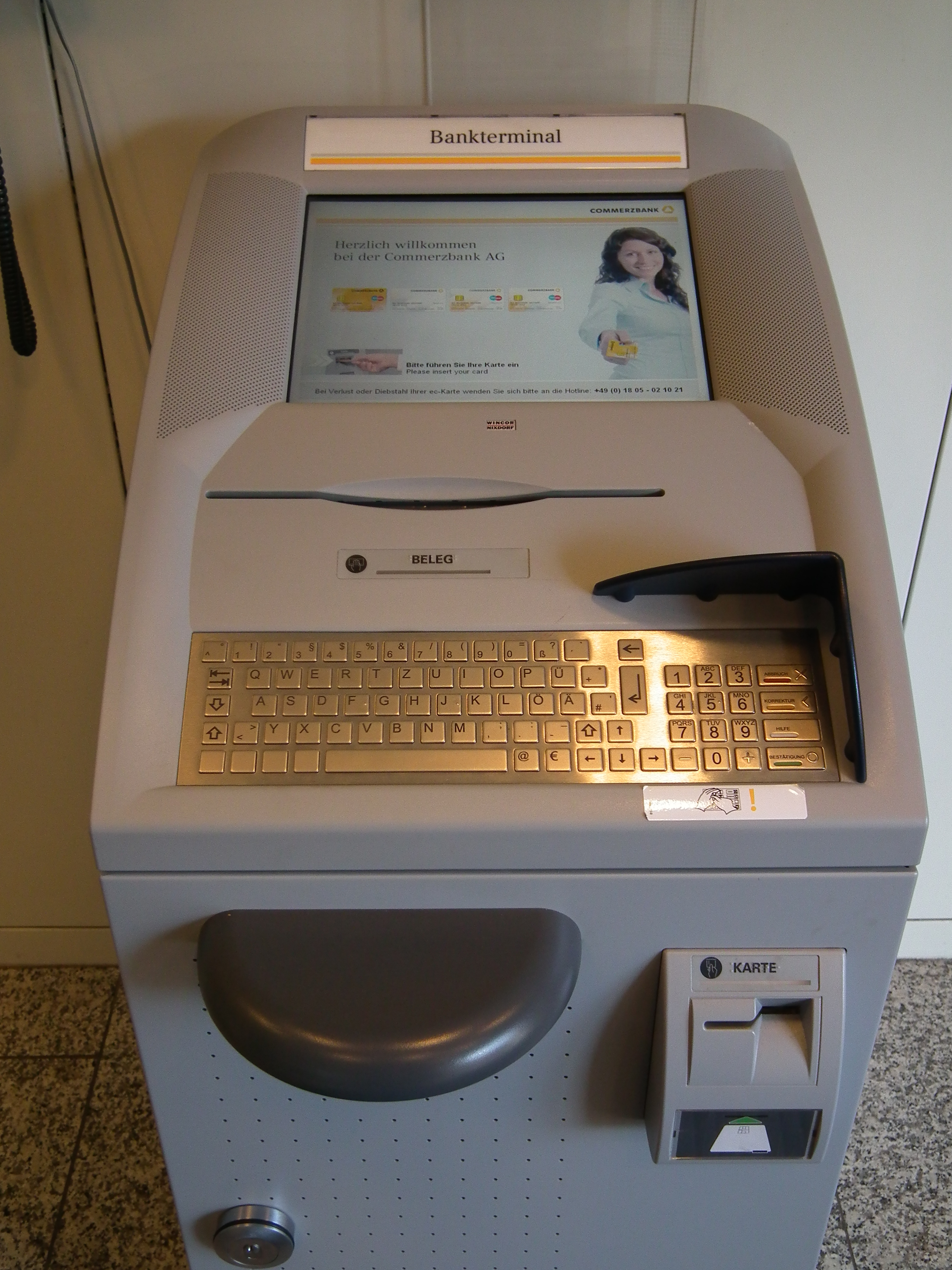
Selbstbedienungsterminal der Commerzbank

Ein Selbstbedienungsterminal (Abkürzung SBT) ist ein Gerät, an dem ein Kunde Dienstleistungen in Anspruch nehmen kann.
Selbstbedienungsterminals sind sehr verbreitet bei Kreditinstituten (Geldautomat, Kontoauszugsdrucker, Überweisungsterminal), aber auch Verkaufsautomaten (z. B. Fahrkartenautomaten) werden manchmal als Selbstbedienungsterminals bezeichnet.

## Einsatzgebiet Kreditinstitut

### Nutzungsmöglichkeiten
In Kreditinstituten werden die Geräte eingesetzt, um Standard-Dienstleistungen auch außerhalb der Öffnungszeiten anbieten zu können. Ein SBT vereint die Funktionen mehrerer Geräte in einem einzigen. Über ein Display, oft mit Touch-Screen-Funktion, findet die Kommunikation statt.

### Funktionen
Der Kunde kann sowohl Kontoauszüge ausdrucken als auch Daueraufträge ändern und Umbuchungen bzw. Überweisungen vornehmen.
Die Funktion „Überweisung“ ist auf zwei Arten nutzbar: 
- Die Tastatur des SBTs wird genutzt um die Überweisungsdaten einzugeben.
- Es ist ein Scanner integriert, der Überweisungsaufträge liest und die Daten übernimmt. Datensätze, die nicht oder nur unvollständig oder falsch gelesen wurden, können dann über die Tastatur korrigiert werden.

## Mono- oder Multifunktionsgeräte
Selbstbedienungsterminals lassen sich auch in monofunktionale und multifunktionale Geräte einteilen. In der Vergangenheit wurden hauptsächlich monofunktionale Geräte eingesetzt. Aus Platz- und Kostengründen werden häufig multifunktionale Geräte eingesetzt, wobei zusätzliche Gerätekomponenten oder Funktionalitäten integriert werden. Beispielsweise können an solchen Geräten Kontoauszüge (mit dem integrierten Kontoauszugsdrucker) ausgedruckt werden. Einige Geldautomaten bieten die Möglichkeit, eine elektronische Geldbörse oder Prepaid-Handys aufzuladen. Zusatzmodule ermöglichen die Scheck- und Bargeldeinzahlung oder das Deponieren von Geld in Briefumschlägen.